# Hans Eißler
Hans Eißler (* 5. Oktober 1931 in Oberndorf am Neckar; † 19. September 2005 in Reutlingen) war ein deutscher Jurist, zuletzt Direktor des Amtsgerichts Bad Urach. Er war von 1972 bis 1978 Präsident der Synode der Evangelischen Landeskirche in Württemberg.

## Leben und Beruf
Eißler war das zweite von sechs Kindern von Albrecht Eißler und Lydia geb. Busch. Eißler studierte nach der Schule Rechtswissenschaften in Tübingen. 1960 heiratete er Renate geb. Müller, die jüngste Tochter von Joachim Hermann Müller. Im selben Jahr wurde er Richter in Wangen im Allgäu und 1961 ging er zur Staatsanwaltschaft Ravensburg, dann zum Amtsgericht Horb am Neckar und schließlich 1967 zum Amtsgericht Urach, nachmals Bad Urach, wo er Direktor wurde. Dieses Amt übte er bis zum Eintritt in den Ruhestand 1993 aus. Seinen Ruhestand verbrachte er in Dettingen an der Erms. 
Hans und Renate Eißler hatten sieben Kinder. Hans Eißler war der Bruder von Konrad Eißler.

## Kirchliches Engagement
1966 wurde Eißler in die 7. Landessynode der Evangelischen Landeskirche in Württemberg gewählt. Die Synodalen wählten ihn dort zum Schriftführer. Auch der 8. Landessynode gehörte er an und wurde 1972 zum Präsidenten gewählt. Am Ende der Legislaturperiode verzichtete er auf eine neue Kandidatur. Sein Nachfolger wurde 1978 Helmuth Flammer. Eißler setzte sich viele Jahre als Vereinsvorsitzender für das von pietistischem Geist geprägte Tübinger Studienhaus Albrecht-Bengel-Haus ein. Sein religiöses Interesse galt außer dem Pietismus besonders der Geschichte und Gegenwart Israels.